# Sojuz 2
Sojuz 2 (ros. Союз-2) – bezzałogowy lot statku Sojuz 7K-OK, wprowadzony jako statek-cel dla załogowego pojazdu Sojuz 3 w celu wzajemnego połączenia obydwu konstrukcji. Statek został wprowadzony na orbitę o początkowych parametrach: perygeum 185 km, apogeum 224 km, Inklinacji 57,7° i czasie trwania jednego okrążenia 88,5 minut. Po dwukrotnej próbie zbliżenia z Sojuzem 3 parametry orbity uzyskały wartość: 181 km; 231 km; 51,7°; 88,4 min. Pomimo zbliżenia na niewielką odległość manewr dokowania nie powiódł się. W dniu 28 października o godzinie 7:25 na sygnał z Ziemi zostały włączone urządzenia hamujące. Kapsuła wylądowała 28 października 1968 o godzinie 7:51 w Kazachstanie.